# Interlingue
Interlingue ou Occidental (chamado assim entre 1922–1947) é uma língua artificial criada por Edgar von Wahl, um dos primeiros esperantistas. Von Wahl nasceu em 11 de agosto de 1867 (de acordo com o calendário juliano) em Olwiopol, hoje Pervomaysk, localizada na Ucrânia e então província do Império Russo, no seio de uma família de língua balto-alemã. Tinha, como se pode ver, bons motivos para ser um dos pioneiros do Esperanto, e seus conselhos foram seguidos por Zamenhoff. Sem formação acadêmica específica, tinha instinto linguístico.
Oficial da marinha de guerra, onde cursou como subtenente, optou pelo regime czarista na Revolução de 1917. Depois do triunfo dos soviéticos, exilou-se na França, mudando seu nome para De Wahl. Descontente com o Esperanto, decidiu criar seu próprio projeto; publicou em 1922 uma "chave" para uma nova língua ocidental, seu projeto de língua que viria a se chamar Occidental e publicou o primeiro número de um jornal intitulado Kosmoglott (mudado mais tarde para Cosmoglotta).
Occidental, hoje conhecido como Interlingue, é semelhante no conceito da Interlíngua de IALA e ao Latino sine flexione (Interlíngua de Peano), mas seu vocabulário é mais românico, pouco latino, com algumas influências do inglês também. É regular e naturalista; enquanto este possui som contraditório, ele não é realmente. Os elementos naturalistas que fazem ele mais familiar são usados em uma moda regular.
Occidental é desenvolvido de suas tantas formas de palavras derivadas, que retratam as formas semelhantes e comuns para um número de línguas europeias ocidentais, essencialmente esta na família românica. Isto foi possível através da aplicação da regra de Wahl que é um conjunto de regras para a conversão do infinitivo de um verbo dentro dos substantivos e adjetivos derivados. O resultado é uma língua fácil de se compreender à primeira vista para indivíduos familiarizados com várias línguas europeias ocidentais. Acompanhado com uma gramática simplificada, isso fez o Occidental excepcionalmente popular na Europa durante os 15 anos que antecederam a Segunda Guerra Mundial, e acreditou-se que ela esteve no seu auge ao ser a quarta língua artificial mais popular, depois de Volapük, Esperanto e talvez Ido nesta ordem de aparência.

Símbolo da linguagem

Mas alguns têm acreditado que seu ênfase intencional nas formas europeias juntamente com uma filosofia eurocêntrica defendida por vários de sua inspiração sedutora dificultou sua propagação em outros lugares. No passado, o Occidental conquistou adeptos em muitas nações, incluindo nações asiáticas. Antes da Segunda Guerra Mundial ele desenvolveu-se, tornando-se a segunda maior língua auxiliar internacional em números de adeptos, depois do Esperanto. Uma maioria dos adeptos do Ido optou pelo Occidental no lugar do Ido.
O Occidental sobreviveu à Segunda Guerra Mundial, mudando o seu nome para Interlingue (não Interlíngua, nome usado por Peano para seu "Latino sine flexione", e também por Alexander Gode no projeto de IALA, em 1953), sem mudar a língua em si, para evitar o aspecto político do nome Occidental-Union (hoje Interlingue-Union), além disso, o nome Occidental não foi popular nos países comunistas do Leste Europeu, onde alguns suspeitos de usuários deviam ter tendências contrarrevolucionárias. Caiu significativamente o número de praticantes, seguido de uma aparente disputa de projetos naturalistas, com a Interlíngua, no início da década de 1950 e também acabaria perdendo aderentes para o Esperanto.
O jornal Cosmoglotta, escrito inteiramente em Interlingue, publicou 269 edições de 1922 a 1972. Em Internationale Plansprachen (1985), Detlev Blanke estimou que o número de entusiastas da época era menor que 100; em 1985, no último periódico de Cosmoglotta, foi encerrada a publicação, e seu editor, Adrian Pilgrim, descreveu o Interlingue como uma "língua morta". A língua não voltou a dar sinais de vida até a década de 1990, através da Internet, onde tem ressurgido um pouco de interesse na língua.

## História

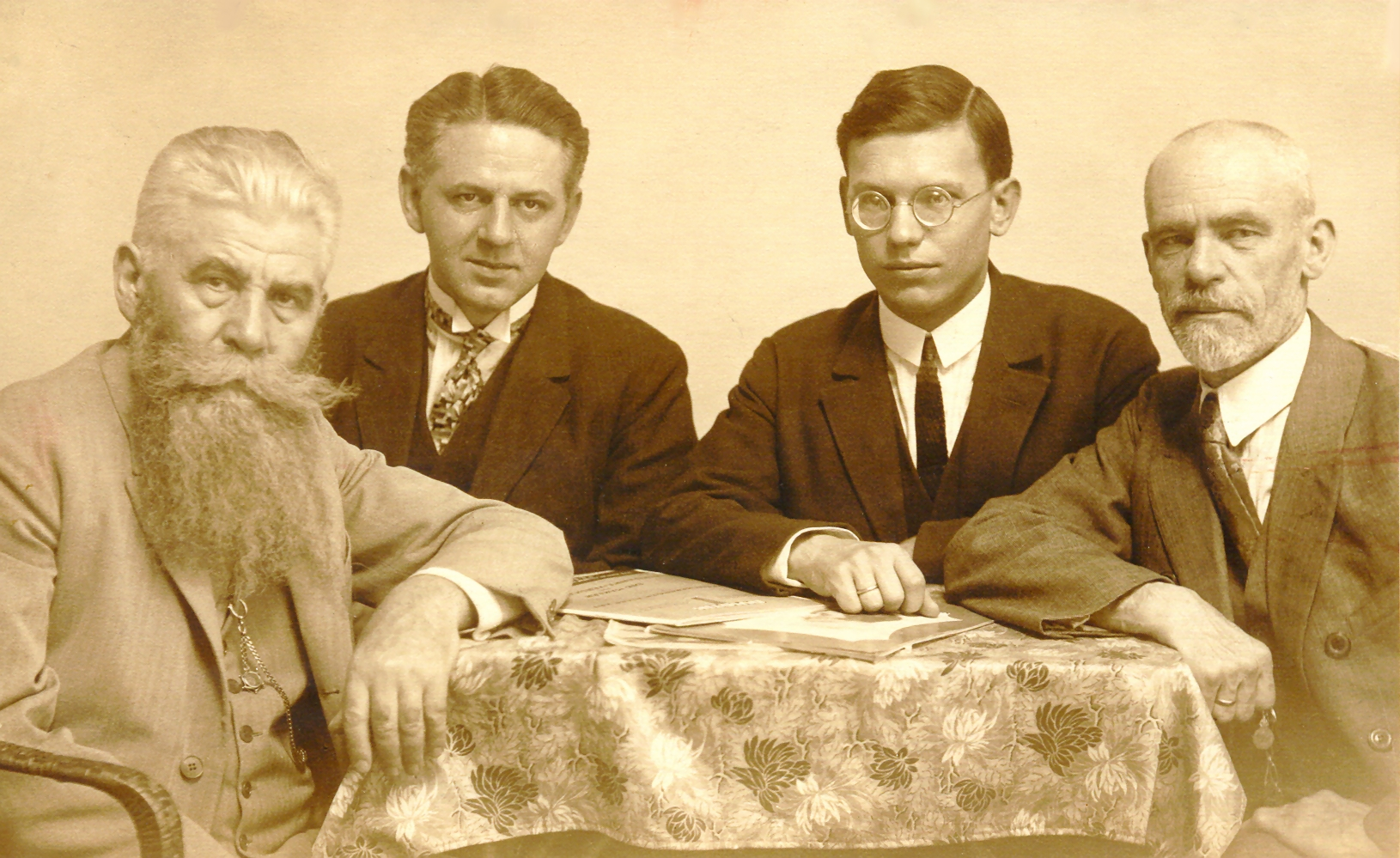
Edgar de Wahl (o último à direita) e seus contemporâneos, Hanns Hörbiger, Johann Robert Hörbiger e Engelbert Pigal (da esquerda para a direita).

Edgar de Wahl nasceu em 11 de agosto de 1867 em Olwiopol, Ucrânia. Ele estudou Volapük em 1887 e interessou-se pelo Esperanto um ano depois apenas para desistir novamente e começar seus estudos independentes em 1894. Ele focou seu interesse para uma solução naturalista do problema e colaborou ente 1906 e 1907 com Rosenberger, o então presidente da Kadem bevünetik volapüka, conhecida mais tarde como Akademi Internasional de lingu universal. Em 1907, ele entregou para a Délegation pour l'adoption d'une langue auxiliaire internationale um memorando na construção de uma língua auxiliar sem submeter uma língua completa. As principais ideias em seu memorando foram:
1. que nenhum dos sistemas existentes é satisfatório;
2. que a língua internacional, para ser construída, seja fundada no material linguístico internacional;
3. que tal projeto deve ter seu próprio sistema de formação de palavras, i.e., palavras internacionais devem ser obtidas através de um número de regras formuladas para esta proposta;
4. que ela deve possuir uma gramática que não produza formas não naturais, i.e., formas derivando das línguas étnicas; e
5. que ela deve possuir uma ortografia internacional.[10]

## Alfabeto e pronunciação
O alfabeto do Interlingue e a pronunciação do Interlingue:
Notas
- c  = /ts/ antes de e, i, y, ou = /k/
- cc = /kts/ antes de e, i, y, ou = /k/
- g & gg = /ʤ/ antes de e, i, y, ou = /g/
- gu = /gw/ antes de vogais, ou = /gu/
- ni = /ɲ/ antes de vogais, ou = /ni/
- s  = /z/ entre vogais, ou = /s/
- t mais i e outra vogal comporta como s, ou /t/

## Gramática
O alfabeto é composto de 26 letras, com y ocupando uma função dupla como consoante e vogal. As vogais são: a [pr. como em água], e [gesso], i [isto], o [ovo], u [uva], y [F u, ou D ü]. As 21 consoantes são: b, c, d, f, g, h, j, k, l, m, n, p, r, s, t, v, w, x, y, z. Várias consoantes tem 2 pronunciações [c grave como "k" antes de a, o, u, ou alguma consoante; suave como "ts" antes de e, i, y; g grave como em gol antes de a, o, u, ou alguma consoante, suave como no geral antes de e, i, y; t como "ts" antes de ie, ia, io].
O acento tônico cai na vogal antes da última consoante. A terminação de plural [-(e)s] e as terminações adverbiais [-bil, -ic, -im, - ul, -um] permanecem sem acento. Exceções que não estão sob alguma destas regras são marcadas com o acento [´, ou `]. O comprimento das vogais varia. Sílabas sem o acento têm a vogal curta [a em ave, e em eco, i em ivo, o em oi, u em uno]. Vogais com acento seguidas por duas consoantes são curtas. O resto são longas exceções em algumas palavras curtas, principalmente preposições.

## Literatura
A maioria dos textos literários em Interlingue, tanto originais como traduzidos, foram publicados em Cosmoglotta. Outros textos foram publicados na revista Helvetia, e outros, em números menores, como livros.
A literatura em Interlingue pode ser dividida em vários períodos:
- Primeiro período entre 1921 e 1927
- Período de Viena entre 1927 e 1949
- Período de estagnação entre 1950 e 1999
- Renascimento na Internet a partir de 1999

## Textos de exemplo

### Comparação da oração doPai Nossoem Interlingue e outras línguas
| O Pai Nosso em Interlingue | Versão em Interlíngua | Versão em Latim | Versão em Português |
| Patre nor, qui es in li cieles, mey tui nómine esser sanctificat, mey tui regnia venir, mey tui vole esser fat, qualmen in li cieles talmen anc sur li terre. Da nos hodie nor pan omnidial, e pardona nor débites, qualmen anc noi pardona nor debitores. E ne inducte nos in tentation, ma libera nos de lu mal. Amen. | Patre nostre, qui es in le celos, que tu nomine sia sanctificate; que tu regno veni; que tu voluntate sia facite como in le celo, etiam super le terra. Da nos hodie nostre pan quotidian, e pardona a nos nostre debitas como etiam nos los pardona a nostre debitores. E non induce nos in tentation, sed libera nos del mal. Amen. | Pater noster, qui es in cælis, sanctificetur nomen tuum. Adveniat regnum tuum. Fiat voluntas tua, sicut in cælo, et in terra. Panem nostrum quotidianum da nobis hodie, et dimitte nobis debita nostra, sicut et nos dimittimus debitoribus nostris. Et ne nos inducas in tentationem, sed libera nos a malo. Amen. | Pai Nosso que estais no Céu, santificado seja o vosso Nome, venha a nós o vosso Reino seja feita a vossa vontade, assim na terra como no Céu. O pão nosso de cada nos dai hoje, perdoai as nossas dívidas, assim como nós perdoamos aos nossos devedores, e não nos deixeis cair em tentação, mas livrai-nos do Mal. Amém. |

### Trechos de publicações em Kosmoglott

#### Poesia internacional[11]
| Un unic segle blanc lontane Sur fond del mar blucolorat. Quo sercha it in land extrani? In hem quo ha abandonat? In supra lu azur celesti, Insub li flute scintillos — Ma it rebellic vol’ tempeste, Quam si in stormes es repos |  | “Los dos miedos” Li du timores Ti die vesperli crepusculant, Illa, lontane de me: Pro quó, me di, aproxima tu tant? Mi have timore de te! E pos que li nocte presc hat passat, Illa di proxim de me: Pro quó ha tu tante desproximat? Mi have timore sin te. |

#### Proverbies[12]
- Misere nos visita sin atender invita.

- A ti omni cede, qui moné possede.

- Li valor de un objecte es clar pos su defecte.

- Omni merite da nos credite.

- Li home proposi e Deo disposi.

- Ne mette tu nase in un altri vase.

## Opiniões sobre Interlingue

### Alexander Gode
À primeira vista, Occidental, posteriormente nomeado Interlingue, é muito similar a Interlíngua. Nele reconhece-se o vocabulário internacional em grande proporção. Seu autor, Edgar de Wahl, nem tanto se desviava de certos princípios dominantes durante as décadas passadas no campo das línguas auxiliares construídas. Em Occidental observa-se traços que lembram ao regularismo de Esperanto e Ido e a concepção simples de internacionalidade destes e Novial. Isto em visão na duplicação de quaisquer sufixos (-age/-agie, -ario/-arium, -ería/-eríe, -essa/-esse, -it /-it), e a introdução de finais distintos para os substantivos (-e) e os adjetivos (-i) para responder a uma exigência de monosemia. Muitas palavras estavam presas fora a latinidade europeia ao alemão, inglês e sueco. 

Todos têm saudado o Occidental por sua famosa regra de Wahl. Seria então esta engenhosa regra uma tentativa de incorporar un grande série de derivações verbais em uma simplificação, exigida para satisfazer ao desejo axiomático a combinar regularidade absoluta com um máximo de internacionalidade? A internacionalidade deveria ceder ao regularismo.

### Ingvar Stenström
Occidental (depois de 1949 nomeado para Interlingue) foi antes de Interlíngua a melhor utilização do vocabulário internacional de facto existente como língua auxiliar. Meu primeiro contato com Occidental via Cosmoglotta inspirava em mim uma ira contra as propagandas esperantistas por causa dessa horrível e grotesca representação dessa língua. Certas coisas me chocavam: strax, flicca, til, sendo nas entrelinhas isso foi uma revelação a mim. Estando a aderir a isso? Não. Nenhuma literatura, nada de cursos, congressos, ou "coidealistas" a contatar. O fiasco dessa boa solução se encontra sobre o plano promocional: os ex-volapükistas, ex-esperantistas e ex-idistas continuavam a discutir em nossa Torre de Babel. Poucos e pobres manuais e dicionários restringiam eficientemente os círculos de homens que tiveram vontade de estudar e usá-lo. 
Uma certa "atitude de Couturat" incomodava. De Wahl, linguista genial, demonstrava em seus escritos ser um pouco orgulhoso e não muito democrático. O conhecido interlinguístico Erik Berggren, Suécia, que tem encontrado De Wahl pessoalmente, tem uma outra impressão disso, sendo isso certo não inspirou a simpatia a sua personalidade como o faz Dr. Zamenhof quase universalmente. Pedir a sua ajuda as emoções e os sentimentos lembrou tanto quanto de Occidental como de Ido durante seu primeiro período. 
Isto é segundo minha convicção — após ter estudado bem a história das línguas universais, um erro grave. 

A transição em bloco dos occidentalistas à Interlíngua tivera sido um passo natural. Nós nos saudamos um após o outro até hoje cordialmente bem-vindo. Imaginai-vos quais experiências úteis eles podem abordar — e ao mesmo tempo influenciar Interlíngua pelo que foi bom em Occidental — "regularidade quando possível"!

### Otto Jespersen
Um pouco mais de espaço deve ser dado para E. de Wahl, quem teve por muitos anos dado muita atenção para o problema, que ele tinha seguido pensamentos de todas as fases de Volapük, Esperanto, Idiom Neutral, Reform-Neutral, Ido, antes de apresentar seu próprio Occidental em 1922. O nome indica sua principal ideia: ele quer fazer uma língua para uso no mundo Ocidental com nenhum pensamento imediato de servir para as pessoas do Oriente, e ele portanto baseia seu esquema nas línguas ocidentais, principalmente algumas românicas. Isto óbvio é o que interlinguistas mais recentes têm feito, pensado talvez não tão consistentemente como De Wahl; mas o que é em seus próprios olhos o mérito principal de Occidental, é a forma em que a formação de palavras tem sido moldada no uso atual de sufixos, etc., usado nas línguas modernas existentes. Isto forma em que respeita uma continuação do Neutral e especialmente da Reforma-Neutral de Rosenberger, mas é baseado em um estudo mais minucioso. Ele então faz além com os elementos de palavras arbitrários das outras línguas, mas em sua tentativa pronunciada para ter formas "naturais" ele é obrigado largamente a abandonar a facilidade e regularidade de formação, admitindo em muitos casos duas formas de origem para a mesma palavra serem usadas em derivativos diferentes, por exemplo, vid "ver", vis-ion; curr- "correr", curs-iv. Isto é verdade que nesta forma ele obtêm não umas poucas palavras que quando formulou de acordo com suas regras concordam com as formas atualmente encontradas em muitas línguas; mas em rancor das regras sendo mais complicadas que é usual em uma língua artificial ele não obtêm em todo caso concordância perfeita com as formas em línguas nacionais; em umas poucas páginas eu encontro, por exemplo, as seguintes palavras: scrition, analysation, interprension (enterprise), descovrition, que não tem equivalentes em línguas existentes. (Outros exemplos serão mencionados na parte especial.) As incalculáveis irregularidades na formação de palavras de línguas nacionais fazem isso impossível seguir elas no entanto grossas e fracas em uma língua cuja razão de existência deve ser que isto é essencialmente mais fácil que nas línguas existentes: regularidade perfeita e perfeita naturalidade não podem possivelmente ser combinados, nós devemos cumprir aqui e ali, mas como eu espero mostrar em Parte II, isso é possível para formas muito mais naturais que destas do Ido, e ainda ao mesmo tempo uma regularidade muito grande que é encontrada em Occidental. Através da regularidade de formação de palavras que nós tomamos em consideração os interesses destes que conhecem apenas sua própria língua — mas eu estou temeroso que quando Occidental é condecorado como muito fácil, ela é principalmente por pessoas que já estão familiarizados com duas ou três das maiores línguas europeias.

### Organizações
- Site oficial da Interlingue-Union
- Site oficial da Interlingue-Union

### Gramática e Dicionário
- Grammar of Interlinue in English by Dr. F Haas (em inglês)
- An English-Interlingue Dictionary (em inglês)
- Occidental - Vocabulariums (Dictionarios de Interlingue) Dicionários interlingue-inglês, interlingue-russo, interlingue-esperanto

### Textos
- Cosmoglotta, nró 309, Januar-junio 2011 - Edição de 2011 da Cosmoglotta
- Archiv de Cosmoglotta - Todas as edições da revista (jornal), desde a Kosmoglott em 1922 até hoje, sob o nome de Cosmoglotta
- Blog de Cosmoglotta- Uma coleção de velhos textos em interlingue
- Occidentalitá - Textus in li Interlingue Occidental
- Cosmoglotta Biblioteca- Preservação das publicações em Occidental. (registro gratuito necessário)
- Uma wiki com informações sobre Occidental Auli-Occidental Wiki (com problemas de acesso)
- William Patterson's Occidental Pages – Incluindo o texto clássico Ex li paper-corb de Farfarello, de Cosmoglotta # 118, November/December 1937.
- Interlingue Occidental / FrontPage Páginas dedicadas a publicação de material para aprender e difundir a língua auxiliar naturalista unificada Interlingue Occidental
- Li joya de linguages Occidental edition